# Абас (цар Карсу)
Абас I (*Աբաս Ա, д/н —1029) — 2-й цар Карського царства з 984 до 1029 року.

## Життєпис
Походив з династії Багратуні. Син Мушела, царя Карсу, й доньки Севади II, князя Гардмана. Народився приблизно у 950-х роках. У 972 році очолив карське військо, яке доєдналося до армій інших вірменських держав біля озера Ван. Завдяки цьому було припинено наступ візантійського імператора Іоанна I Цимісхія на Кавказ.
У 977—978 роках брав участь у війні проти свого батька Смбата II, царя Ані, проте невдало. В цей час встановив дружні стосунки з Давидом III, царем Тао-Кларджеті. У 980-х роках спільно з Двінським еміратом воював проти Анійського царства, проте невдало.
984 року після смерті батька стає царем Карсу. Він підтвердив свою залежність від анійських царів. Водночас уклав новий союз з Тао-Кларджеті. У 996 і 998 роках прийшов на допомогу царю останнього Давиду III, якого було атаковано військами Мамлана Раввадіда. Останні двічі зазнали тяжких поразок.
У 1008 році після смерті Давида III більшість його земель було окуповано Візантією. За цих обставин Абас визнав зверхність імператора Василя II. Це дозволило усунути загрозу з боку останнього, а також дало захист від мусульманських держав Кавказу.
Наступні 20 років Абас I присвятив розбудові свого царства. Особливу увагу він приділяв піднесенню ремісництва та торгівлі. Суворі заходи й дії забезпечили спокій на шляхах знищенням розбійників. Сприяв розбудові міст, зведенню фортець, монастирів та церков. Столиця Карс перетворилася на важливий центра посередницької торгівлі, його населення зросло до 50 тис. осіб. Завдяки зусиллям царя держава стала важливим центром вирощування злакових, розвивалися садівництво й виноробство. Розроблялися мідні, сріблі, свинцеві та залізні копальні, що давали значний прибуток царській скарбниці. Збільшення статків сприяло посиленню військової міці, який Абас приділяв особливу увагу, впровадивши єдину військовий одяг червоного кольору.
Помер у 1029 році. Йому спадкував син Гагік.